# Социология театра
Социология театра — это область социологии искусства, изучающая взаимосвязь и взаимодействие между обществом и театром.
Она возникла на стыке социологии, социальной психологии, истории театра и теории театра и, более конкретно, изучает роль театра в определенных общественных условиях, а также то, как отражена в театре социальная действительность.
Признается, что театральный процесс невозможно рассматривать вне контекста общественной жизни. По словам исследователя В. Н. Дмитриевского, «взаимосвязь технического прогресса и культуры определенным образом обуславливает и развитие театрального процесса: его взаимоотношения с другими видами искусства и, конечно, отношения театра и публики».

## История
Увеличение интенсивности художественной жизни в XX веке и развитие художественных форм в системе средств массовой коммуникации способствовали росту интереса к социологии искусства в целом, в том числе и социологии театра.
Социология театра в западных странах находит свое отражение в работах таких социологов, как Макс Герман, Георг Зиммель, Фрэнсис Фергюсон, Жан Дювиньо, Ирвинг Гофман.
Макс Герман внес огромный вклад в становление становления зарубежной социологии театра в начале прошлого века: «Ряд его работ посвящен сопоставлению так называемого театрального пространства-события, то есть „агентивного“ художественного пространства, и реального предназначенного для зрителей пространства театра. Такой анализ, по мнению ученого, позволяет выявить как сходство, так и различия в исторических эпохах, в социальном контексте которых создавалось то или иное театральное представление».
Жан Дювиньо, основатель французской традиции социологии театра, исследовал социальную роль театра, а также такие аспекты, как воображение, сценическая игра и роль актера не только в представлении, но и в социуме (основные труды: «Социология театра» 1965 г., «Социология искусства» 1969 г.)
Позднее развитию социологии театра способствовали исследования Ирвинга Гофмана, который разработал концепцию «социальной драматургии» и считал, что любая человеческая активность представляет собой «индивидуальный спектакль» и способ «самопрезентации личности».

### Социология театра в России
Первые социологические исследования театра в России начали проводиться в 70-х годах XIX века. В Москве в этот период А. Д. Ярцев исследовал зрителей народных театров при Трехгорной мануфактуре, фабрик Цинделя и Тили; также данные о социологических исследованиях театральной публики данной эпохи можно найти в труде Ю. У. Фохт-Бабушкина «Публика театра в России — социологические свидетельства 1890—1930».
После революции 1917 г. театральные исследования становятся более систематичными и приобретают прагматичный характер, и в это время учащаются опросы театральных зрителей о творчестве таких театральных деятелей, как А. Я. Таиров, Е. Б. Вахтангов и В. Э. Мейерхольд.
Далее в 30—50-х годах социология театра была запрещена по идеологическим причинам, и новые масштабные исследования появляются на свет в 60—70-х годах, такие как «Социологическое изучение репертуара драматических театров СССР 1960—1970-х годов», «Театр в духовной жизни современного молодого человека» и «Зритель в театре». Они были выполнены научно-исследовательской группой «Социология и театр» при Ленинградском отделении Всероссийского театрального общества. Группа заостряла внимание на социальном функционировании театра, формировании театрального репертуара, на мотивах и стимулах поведения зрительской аудитории.

## Применение
На современном этапе в главных направлениях социологии театра специалисты выделяют: изучение особенностей взаимодействия театральных коллективов с аудиторией, роль театра как «живого» средства художественного общения по сравнению с телевидением и кинематографом, а также изучение новых тенденций в театральной сфере. Примером таких новых тенденций может служить иммерсивный театр, который основывается на эффекте полного погружения зрителей в действие спектакля:
«Почти с порога посетитель иммерсивного театра становится участником происходящего: ему предоставляется возможность бродить по специально подготовленным залам, взаимодействовать с актерами, „помогая“ им в процессе перформанса и „развивая“ предложенную сюжетную линию».
Это максимально сближает публику и театральное представление и является тем самым удобным объектом изучения эффекта театра на социум.
Изучая содержание и основные тенденции театрального репертуара, можно заметить в них проявление социально-исторических закономерностей, а также отражение настоящих социальных ценностей. К примеру, советскими исследователями (членами группы «Социология и театр») при социологических исследованиях театральных представлений постановки категорировались с точки зрения реализации в них четырех групп социальных ценностей: актуальные общественные ценности, общезначимые человеческие ценности, ценности художественной культуры и ценности массового восприятия.

## Обсуждение
Признается, что в условиях общества, которое все больше и больше глобализируется и в котором формируется новый тип зрителя, социологическое изучение кино и театра приобретает особую актуальность.
Также делается акцент на том, что при социологическом подходе к изучению театральных постановок необходимо учитывать не только искусствоведческие оценки произведения:
«Они, как правило, не учитывают особенности функционирования произведении в массовой аудитории, частично или односторонне отражают характер этого функционирования. Приступая к разработке социологического метода анализа театрального потока, необходимо иметь в виду, что театральный спектакль должен рассматриваться как некий феномен, содержащий в себе уникальность художественного произведения, и как предмет, культурного потребления широких зрительских масс».